# 1906 في الأرجنتين
فيما يلي قوائم الأحداث التي وقعت خلال عام 1906 في الأرجنتين.

## سياسة

### انتهاء فترة المنصب
- 12 مارس – مانويل كوينتانا رئيس الأرجنتين.

## مواليد

### مارس
- 23 مارس – خوسيه ديلا توري لاعب كرة قدم أرجنتيني.

## وفيات

### يناير
- 19 يناير – بارتولومي ميتر (مواليد 1821)

### مارس
- 12 مارس – مانويل كوينتانا (مواليد 1835) سياسي أرجنتيني.

### يوليو
- 17 يوليو – كارلوس بيليجريني (مواليد 1846) سياسي أرجنتيني.